# Шахта «Алмазна»
ДВАТ «Шахта „Алмазна“». Входить до ДХК «Добропіллявугілля». Розташована у м. Добропілля, Донецької області.

## Історія
У 1892 році на території шахти розпочато розробку кам'яного вугілля. В 1900 р. були відкриті дві кустарні шахти, названі Єрастівськими кам'яновугільними копальнями. В 1910 р. було створено акціонерне товариство. У 1925 році товариство перейменовано на «Шахта 17-18 імені РСЧА». До 1930 р. шахта видавала на-гора 1300 тон вугілля на добу. В 1953 р. на базі шахтних селищ було створено місто Добропілля.
Державне відкрите акціонерне товариство Шахта «Алмазна» було утворено в 1996 р. шляхом акціонування державного підприємства «Шахта імені РСЧА». У 1997 році шахту перейменовано на шахту «Алмазна». Шахта є дочірнім підприємством ДХК «Добропіллявугілля» та фактично залишається державним підприємством.

## Загальні дані
Шахтне поле розкрите 4 вертикальними, 2 похилими стволами та 3 вентиляційними шурфами. Максимальна глибина робіт 860 м. Протяжність гірничих виробок 86/120 км (1990/1999).
Шахта віднесена до надкатегорійних за метановиділенням, небезпечна щодо вибуху вугільного пилу. Відпрацьовує пласти l1 та m5' потужністю 1,1-2,2 м (1999) з кутом падіння 9-11о.
Кількість очисних вибоїв 5/2 (1990/1999), підготовчих 10/4 (1990/1999). На очисних роботах використовують комплекси К-87Л, КДД, 3МДТ, на прохідницьких — комбайни ГПКС.
Кількість працюючих: 3500/2520 чол., в тому числі підземних 2600/1700 чол. (1990/1999).
Адреса: 85000, вул. Київська, м. Добропілля, Донецької обл.

## Динаміка видобутку
Фактичний видобуток у 2001 р. становив 2500—2700 т/добу. У 2003 р. видобуто 804 тис.т вугілля. У 2014 р. — 585 тисяч тонн. У 2015 р. — 1 млн.т

## Цікаві факти
- На шахті «Алмазна» ДТЕК Шахтоуправління «Добропільське» з 2005 року працює Жан Од Ншімірімана, єдиний в Україні чорношкірий шахтар, родом з Бурунді, держави на берегах озера Танганьїка в Східній Африці.[2][3]